# Montquintin
Montquintin es un pueblo de la comuna belga de Rouvroy ubicado en la región valona en la provincia de Luxemburgo. Es parte de la Gaumaise Lorraine.
Montquintin está clasificado como Patrimonio Excepcional Valón desde 1996.

## Geografía
Situado en el extremo sur de la provincia y a tiro de piedra de la frontera franco-belga, en lo alto de una cresta a 320 metros de altitud, el pueblo domina la región de Virton y el valle de Ton, pertenece en La Gaume, parte de la Lorena belga. La Butte de Montquintin constituye un aislado "cerro testigo" dentro del relieve de las cuestas, relieve que cierra la comarca de este a oeste, expuesta al sur y que protege la comarca de los vientos. Montquintin está rodeado por los valles de Chevratte y Ton, un afluente del Chiers. Su posición elevada ofrece una vista de 360 ° del paisaje circundante, hasta Arlon.

## Etimología
Se proponen dos etimologías. Podría ser el " Monte de San Quintín, ya que la iglesia está dedicada a este mártir. Pero en ningún documento se encuentra este nombre. En la era cristiana, el lugar de cierto Quintín (o Quintinus) era indudablemente bastante sagrado. Los archivos mencionan primero "Mont devant la Tore"; no sabemos si es el pueblo de Latour, del que Montquintin era un bastión, o si es una alusión al hecho de que Montquintin se construyó en un ligero voladizo de una torre de vigilancia preexistente al castillo. Luego encontramos "Mont Quentin". Este antiguo origen de Mons Quintini podría estar relacionado con una villa romana señalada en el valle, en un lugar llamado "Argenfontaine". Esta etimología es la más probable. Los habitantes de Montquintin se llaman "los Montquintins" y no "Montquintinois".

## Curiosidades

### La granja del diezmo
Construida en 1765, la granja del diezmo es un edificio de tres celdas que comprende un edificio principal, un granero y un establo. Construido con piedras locales, es testigo de la arquitectura rural tradicional. Las piedras se cubrieron con cal (lechada de cal) para protegerlas del mal tiempo. El tejado está cubierto con tejas romanas y tiene poca pendiente. Las dependencias (granero y establo) están coronadas por un pajar. La cruz al nivel de la chimenea nos muestra la importancia de la religión en las creencias locales de la época. Tras la Revolución Francesa y el fin de los privilegios, el edificio se convirtió en escuela hasta 1899 para los niños del pueblo.
La Ferme de la Dîme es hoy una dependencia del Musée gaumais en Virton; alberga el "Museo de la Vida Campesina y Escuela de Antaño", reconstituyendo el mobiliario y usos del Gaume de antaño y una antigua aula.

### Iglesia de Saint-Quentin
Situada en medio del cementerio, en sí mismo levantado, la iglesia de San Quintín es de estilo románico. Tiene 12 m de largo y 5,20 m de ancho. Los muros tienen 1,10 m de espesor. Una de las características de la iglesia es la ausencia de campanario. Según la leyenda, es para resistir mejor el viento que sopla continuamente sobre este montículo, pero la causa es más bien un rayo. De hecho, la iglesia está ubicada en el pico más alto de la colina.

En el siglo XV, se añadió a la iglesia una capilla con bóveda con una gran ventana de estilo gótico flamígero que le da más luz. Una puerta privada, perforada cerca de esta ventana y ahora cerrada, ofrecía a los señores acceso privado a la iglesia. Aquí es donde se encuentra el cenotafio de monseñor de Hontheim, el famoso Justino Febronio, que murió en el castillo pero está enterrado en la catedral de Tréveris, en forma de losa funeraria:
HIC.
EN. CASTRO. OBIIT.
II. SEPTEMBR. ANA. MDCCXC.
IOANNES. NICOLAUS. AB. HONTEIM.
EPISCOPUS. MYRIOPHITANUS.
SUFRAGANEO. TREVIRENSIS.
DOMINUS. EN. MONTQUINTIN.
CONDOMINUS. EN. DAMPICOURT.
Y.
ROUVROIX.
TREVIRIS. XXVII. IAN. MDCCI. NATUS.
IBÍDEM. BIDUO. ENVIAR. MORTEM. TUMULATO.
EN. PROSPERIS. Y. ADVERSIS.
SEMPER. SIBI. PRAESENS.
AMICUS. CONSTANAS.
PRUDENS. Y.
PIUS.
PADRE. SUORUM.
PADRE. PAUPERUM.
PATRUE.
CRA. ATK. VALLE.
R[equiescas].I[n].P[ace].

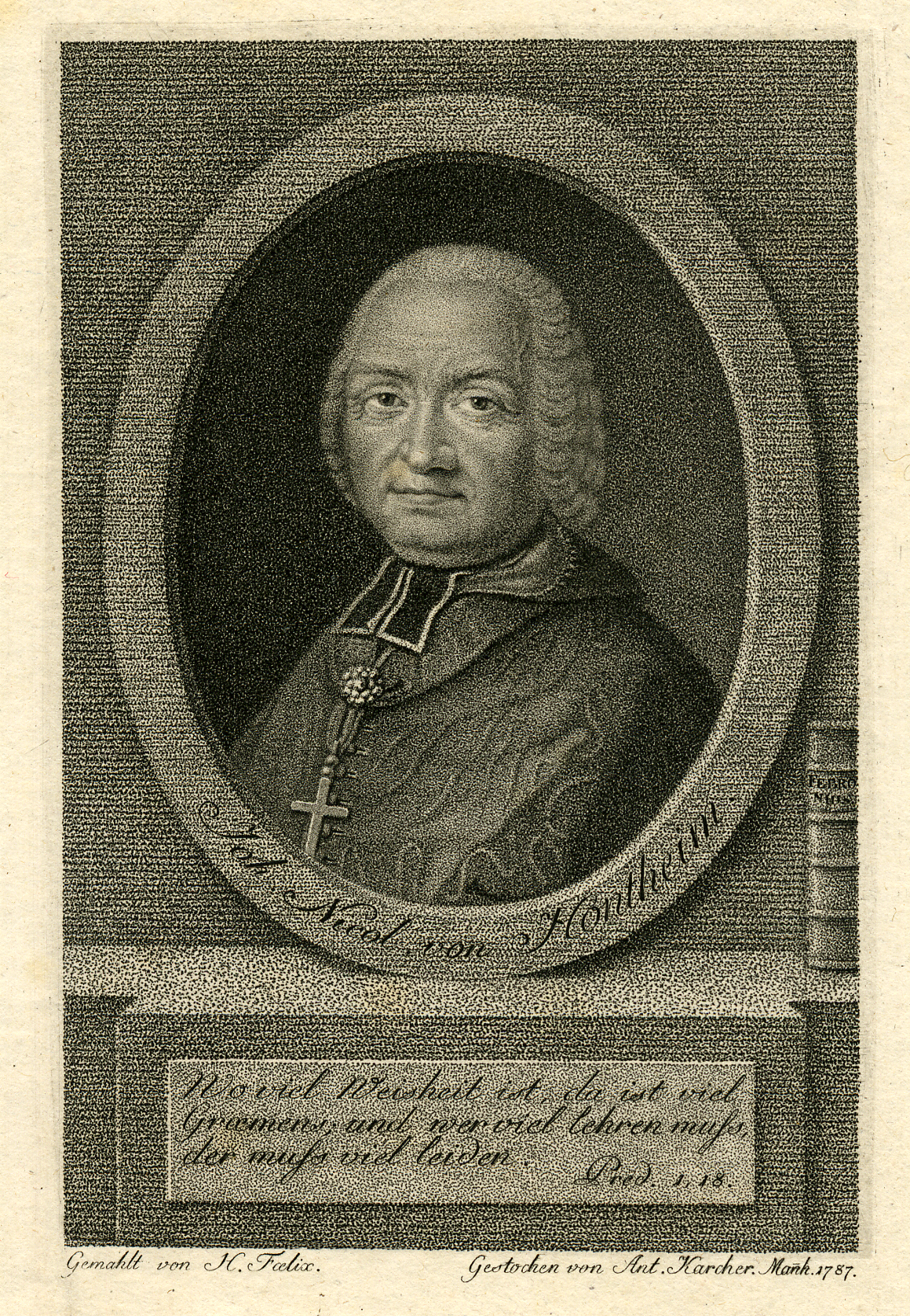
Justino Febronio, ilustre habitante de Montquintin.

Traducción: " Aquí en el castillo murió el 2 de septiembre de 1790 Jean-Nicolas de Hontheim, obispo de Myriophyte, sufragáneo de Tréveris, señor de Montquintin, co-señor de Dampicourt y Rouvrois. Nacido el 27 de enero de 1701 en Tréveris y enterrado allí dos días después de su muerte. En la felicidad o en la desgracia, siempre alerta, amigo fiel, sabio y piadoso, padre para los suyos, padre para los pobres. Mi tío, hola y adiós. R [equiescas]. Descansa]. E[n]. P[az] "
Este epitafio se debe a su sobrino y heredero, Jean-Jacques de Hontheim, nacido en Tréveris el 4de diciembre de 1741 y fallecido en Montquintin el 3 de mayo de 1821.
Este sobrino, que vivía en el castillo vecino y en Virton, está enterrado en el cementerio, donde en su lápida todavía se puede leer este epitafio:
IHS [Jesús Salvador de los Hombres]. AQUÍ YACE EL CUERPO DE JEAN-JACQUES DE HONTHEIM, NACIDO EN TRÉVERIS EL 4 DE DICIEMBRE DE 1741, MUERTO EN MONTQUINTIN EL 3 DE MAYO DE 1821. VIVO, ASESOR ÁULICO DEL ELECTOR DE ÁRBOLES. USTED QUE LEE ESTO, ORE A DIOS PARA QUE EL QUE PUSO TODO SU HONOR EN SER FIEL SIERVO DE DIOS Y EL PADRE DE LOS POBRES DISFRUTE DEL REPOSO ETERNO.

### La finca señorial y su palomar
Una granja con un jardín cerrado fue añadida al castillo. En el antiguo corral aún se pueden contemplar los restos de un palomar señorial del siglo XVII, que necesita una restauración. Este palomar es un vestigio raro en Gaume y da testimonio de los privilegios de los señores de la época.

## Geografía de Lorena
- Lorena del Norte es la región más meridional de Bélgica. A diferencia de las Ardenas, donde hay muchas mesetas, se caracteriza por una alternancia de tres costas, llamadas "cuestas" y tres valles por donde pasan los ríos: Semois, Vire y Ton. El ancho de los fondos de los valles varía, mientras que las costas tienen una altitud que no supera los 400 m.
- Forma parte de la cuenca sedimentaria parisina.
- El término "Lorraine Gaumaise" se ha utilizado recientemente para marcar las similitudes orográficas y etnográficas entre Gaume y el norte de la Lorena francesa. De hecho, el reverso de la tercera cuesta, conocida como "bajocian", que forma la frontera franco-belga, domina el valle de Chiers y sus pueblos franceses: Longuyon, Marville, Montmédy, Stenay, etc.

Las rocas de esta región se hunden hacia el sur y afloran en sucesivas bandas de monoclinas. Están formadas por capas duras y blandas que dan, tras la erosión de los ríos, un relieve particular, denominado relieve de costas .